# Yik'in Chan K'awiil
Yik'in Chan K'awiil ook bekend als Heerser B, Yaxkin Caan Chac en Zon Hemel Regen, was een ajaw van de Mayastad Tikal. Hij nam bezit van de troon van Tikal op 8 december 734.

Glief van Yik'in Chan K'awiil.

Yik'in Chan K'awiil is door epigrafen geïdentificeerd als de 27e heerser in Tikals dynastieke opvolging. Toen het nog niet mogelijk was zijn naam uit het Mayascript te ontcijferen, stond hij bij onderzoekers bekend als "Heerser B".
Zijn belangrijkste vrouw was een prinses uit Palenque; haar eigen naam is niet bekend, maar haar formele titel was vrouwe Yax Ahau Xoc.
Yik'in Chan K'awiil was een van Tikals meest succesvolle en expansieve heersers die erin slaagde de door zijn vader Jasaw Chan K'awiil I behaalde politieke successen te consolideren. In 736 bracht hij Tikals grote rivaal Calakmul een zware nederlaag toe. Vervolgens versloeg hij twee bondgenoten van Calakmul in 743 en 744: El Perú in het oosten en Naranjo in het westen, waardoor Calakmuls macht in het gebied definitief was gebroken.
Tijdens zijn regeerperiode werden in Tikal veel bouwwerkzaamheden verricht en een aantal van de belangrijkste nog overeind staande bouwwerken zijn onder zijn bewind gebouwd of uitgebreid.
De exacte locatie van zijn graf is niet bekend, maar duidelijke archeologische parallellen tussen Graf 116 (de rustplaats van zijn vader) en Graf 196, gelegen in de kleine piramide (Bouwwerk 5D-73) onmiddellijk ten zuiden van Tempel II, doen vermoeden dat die laatste het graf van Yik'in Chan Kawiil zou kunnen zijn. Andere mogelijke locaties voor zijn graf zijn Tempel IV en Tempel VI.
De monumenten en teksten die met Yik'in Chan K'awiil worden geassocieerd zijn: stèles 5, 20? en 21; altaren 2, 8? en 9; kolomaltaren 1, 2? en 3?; de lateien 2 en 3 van Tempel IV en de latei van Bouwwerk 5D-52; mogelijk ook een rotssculptuur.